# Zhang Chunqiao
Dans ce nom chinois, le nom de famille, Zhang, précède le nom personnel.
Pour les articles homonymes, voir Zhang.
 (septembre 2012).
Si vous disposez d'ouvrages ou d'articles de référence ou si vous connaissez des sites web de qualité traitant du thème abordé ici, merci de compléter l'article en donnant les références utiles à sa vérifiabilité et en les liant à la section « Notes et références ».
Zhang Chunqiao (chinois simplifié : 张春桥 ; chinois traditionnel : 張春橋 ; pinyin : Zhāng Chūnqiáo ; EFEO : Tchang Tch'ouen-kiao), né le 1er février 1917 dans le Xian de Juye et mort le 21 avril 2005 à Pékin, est un maoïste radical qui a occupé plusieurs postes au sommet du gouvernement de la république populaire de Chine avant d'être arrêté en octobre 1976 et condamné en 1981 pour son appartenance à la bande des Quatre.

## Jeunesse et ascension
Fils d'un journaliste progressiste de Shanghai, né en 1917 dans une famille d'intellectuels de la province de Shandong, il a fréquenté de bonnes écoles et s'est forgé une éducation honorable.
Zhang a rejoint la Ligue des écrivains de gauche à l'adolescence, s'opposant au pouvoir de Tchang Kaï-chek, et a rejoint le Parti communiste chinois (PCC) en 1938, après la conférence de Yan'an, à l'âge de vingt et un ans.
Il a suivi une carrière d'apparatchik du journalisme d'État, écrivant pour l'agence Chine nouvelle à partir de 1950 et dans le quotidien Jiefang Ribao (Libération), grimpant dans la hiérarchie du parti à mesure que sa réputation de journaliste croissait, jusqu'à être nommé chef du département de la propagande de la ville de Shanghai en 1963.

## La révolution culturelle
Il accéda au poste envié de secrétaire du Parti à Shanghai en 1966, année-charnière. Au sein du groupe de la révolution culturelle, mené par Jiang Qing, Chen Boda (le secrétaire de Mao) et Yao Wenyuan, et avec l'appui du Grand Timonier, Zhang a été l'un des acteurs-clés de la révolution culturelle dans la métropole de Chine orientale au pire moment de la terreur maoïste, entre 1966 et 1969. Il est membre des 9e et 10e Politburos du PCC. En 1967 Zhang dirigea avec Wang Hongwen le Comité révolutionnaire de Shanghaï, avec pour but de créer une Commune populaire de Shanghai sur le modèle de la Commune de Paris de 1870. Le mouvement, qui avait dégénéré, fut réprimé dans le sang quand il fut devenu évident que c'était un échec patent.

## Le combat contre les modérés
Zhang rejoignit le Comité central du PCC en 1969, et fut promu au Comité permanent en 1973. La même année, Deng Xiaoping, accusé pendant la révolution culturelle d'être « l'instrument no 2 du capitalisme », revint dans les allées du pouvoir. Mais les différentes des factions rivales continuaient de diviser le pouvoir politique. D'un côté, on trouvait le Premier ministre Zhou Enlai, Deng Xiaoping et une faction de modérés ou pragmatiques, de l'autre les radicaux, les gauchistes ou maoïstes menés par Jiang Qing. À la mort de Zhou Enlai en janvier 1976, Mao choisit son protégé Hua Guofeng, à mi-chemin entre les deux factions, pour assurer les fonctions de Premier ministre.

## Le procès de la «bande des Quatre»
Un mois après la mort de Mao Zedong en septembre 1976, les membres de la bande des Quatre (Zhang, Jiang Qing, la femme de Mao, Wang Hongwen et Yao Wenyuan) furent arrêtés par une unité d'élite de l'armée populaire de libération (APL), marquant la fin de la révolution culturelle.
À cette date, Zhang était vice-Premier ministre, no 3 dans la hiérarchie du pouvoir — c'est-à-dire derrière Deng Xiaoping, lui aussi vice-Premier ministre, et Hua Guofeng, le Premier ministre en titre. Il était également directeur du Département de Politique générale de l'APL, membre du comité central et du Politburo et considéré comme l'un des successeurs potentiels de Mao Zedong à la tête du PCC.
Accusés d'avoir tenté d'assassiner Hua Guofeng, le nouveau dirigeant du parti, un modéré comme Deng, les « Quatre » furent les vedettes de ce qui a été appelé la version chinoise des Procès de Nuremberg, un procès télévisé mené par trente-cinq juges. Le procès fut considéré par tous les observateurs extérieurs comme une mise en scène de légalité. Également accusés d'être directement responsables de la persécution de 729 511 personnes et de la mort de 34 800 d'entre elles pendant la révolution culturelle, ils servirent de boucs émissaires au régime entier. La page était tournée.
Zhang a été condamné par la Cour suprême de Pékin à la peine de mort, peine commuée en prison à vie en janvier 1983 après deux ans de moratoire. Puis sa sentence a été réduite à dix-huit ans de prison. Zhang avait été libéré sur parole pour raisons médicales en janvier 1998. Il est mort d'un cancer le 21 avril 2005 à l'âge de 88 ans.

## Publications en français
- anthologie, D'où proviennent les divergences ? suivi de La dictature intégrale sur la bourgeoisie, Filles de la Commune, coll. « Cahiers du peuple », 2025, 44 p.